# 127664 Denza
127664 Denza este o planetă minoră (asteroid) din Outer Main Belt⁠(d). A fost descoperită pe 25 februarie 2003 la  de . 
Obiectul prezintă o orbită caracterizată de o semiaxă mare de 3,2386959129868 UAi, o excentricitate de 0,12737465658576, o înclinație de 0,97394422810629 ° în raport cu ecliptica.